# Marilyn Gaston
Marilyn Hughes Gaston (31 de enero de 1939 en Cincinnati, Ohio) es una pediatra estadounidense conocida por su trabajo sobre la anemia de células falciformes y su dedicación para mejorar la atención médica a los desfavorecidos. Fue la primera mujer afroestadounidense que dirigió una agencia de servicios de salud pública.

## Biografía
Marilyn Gaston estudió Zoología en la Universidad Miami en Ohio, luego se matriculó en la Facultad de Medicina de la Universidad de Cincinnati en 1960 y se graduó de Pediatría en 1964. Después de conocer a un paciente joven con anemia de células falciformes se obsesionó en aprender todo lo que pudiera sobre esta enfermedad, en esa época trabajaba en la National Institutes of Health (NIH). Publicó un estudio en 1986, que demuestra que el tratamiento profiláctico a largo plazo con penicilina, administrado a los niños con esta enfermedad, puede prevenir las infecciones graves y con ello la muerte. Esto condujo a que el Congreso de los Estados Unidos aprobara una legislación para realizar evaluaciones tempranas para diagnosticar la anemia y comenzar el tratamiento de forma oportuna.
Gaston también ha luchado por brindar atención médica asequible a las familias pobres y fue la primera mujer afroestadounidense en dirigir una oficina de servicios de salud pública del gobierno federal. Ha recibido muchos reconocimientos, incluido el Lifetime Achievement Award de la National Medical Association (NMA), todos los galardones otorgados por el United States Public Health Service e incluso se ha nombrado un día festivo en su honor, el Marilyn Hughes Gaston Day que se celebra cada año en Cincinnati y en Lincoln Heights, Ohio. Además ha recibido dos doctorados honoris causa en Ciencias, uno de la Universidad de Pensilvania y otro de la Universidad de Dartmouth; un doctorado honoris causa en Letras de la Universidad de Medicina y Odontología de Nueva Jersey;y fue elegida para el del Salón de la Fama de las mujeres de Ohio y para el Salón de la Fama de las mujeres de Maryland.